# 魏增军
魏增军（1960年5月—），男，陕西西安人，中华人民共和国政治人物。原西北林学院林学系毕业，西安交通大学管理学院高级管理人员工商管理硕士，工程师。曾任中共商洛市委书记、商洛市人民政府市长、中共汉中市委书记、陕西省人民政府副省长、陕西省政协副主席。

## 生平
1978年魏增军考入原西北林学院林学系（今西北农林科技大学）林业专业学习。毕业后，被分配到陕西省计划委员会工作。1982年9月加入中国共产党。此后，在省计委任职前后23年；从普通公务员做起，官至省计委副主任；又先后出任省发展和计划委员会副主任，省发改委副主任。
2005年7月，任中共商洛市委副书记、代市长（当年12月，获西安交通大学管理学院高级管理人员工商管理硕士学位；2006年2月，正式当选商洛市市长）。2007年6月，任中共商洛市委书记兼市人大主任；2013年12月，和胡润泽对调职务，出任中共汉中市委书记。2017年1月，当选陕西省人民政府副省长。2018年10月23日，魏增军任杨凌农业高新技术产业示范区管委会主任。2020年1月19日，当选陕西省政协副主席。2021年5月，辞去陕西省人民政府副省长、杨凌农业高新技术产业示范区管委会主任职务。2023年1月，换届卸任陕西省政协副主席。